# 默里·乔蒂纳
默里··乔蒂纳（英語：Phyllis Lee Chotiner，1909年10月4日—1974年1月30日）是美国竞选战略家、律师、官员，也是第37任美国总统理查德·尼克松大部分政治生涯期间的亲密伙伴和好友。他于1950年和1952年担任尼克松的竞选经理，分别帮助后者成功当选为加利福尼亚州联邦参议员和美国副总统，还有为加州其他共和党政治家担任竞选经理。在尼克松赢得的两次总统大选中都有乔蒂纳的参与，不过均是担任比较低调的职位。
乔蒂纳生于宾夕法尼亚州的匹兹堡，他的父亲带着全家搬到加利福尼亚州后抛弃了自己的妻儿子女。乔蒂纳先就读加州大学洛杉矶分校，之后又从西南法学院毕业。他在洛杉矶从事法律工作，并逐步进军公关领域。涉足共和党政治后，他在多场政治选举中发挥了积极作用，1938年他参加加利福尼亚州众议员选举，但没有成功。
1946年尼克松首次参选国会议员期间请来乔蒂纳担任政治顾问，由于当时美国国内将共产主义视为主要的潜在威胁，乔蒂纳建议尼克松把自由派对手、联邦众议员杰里·沃里斯与被认为由共产党主控的组织联系起来。之后尼克松成功当选，于是到1950年的参议员选举时他再次请来乔蒂纳主导竞选对抗联邦众议员海伦·嘉哈根·道格拉斯。乔蒂纳使用类似战术，强调道格拉斯的投票纪录并印发粉红传单加以指责，暗示对方同情共产党。尼克松又以较大优势击败道格拉斯，乔蒂纳接下来在1952年的总统大选中担任尼克松的竞选经理，帮助后者解决反犹太主义的不利指控，并在一起威胁到候选人资格的基金事件中向尼克松提供了坚定的支持，鼓励他通过电视讲话解决危机。
1956年，国会对乔蒂纳进行了调查，怀疑他利用与尼克松的关系来为私人法律客户谋求好处，之后两人分道扬镳。之后尼克松又请乔蒂纳为自己1962年竞选加利福尼亚州州长和1968年竞选美国总统工作。1969年尼克松就职后，乔蒂纳获得政府公职，并于1970年成为白宫幕僚的一员。一年后他辞职回归法律事业，但又参与了尼克松1972年的连任选举。乔蒂纳认为水门窃听案是件“愚蠢”的事，面对报纸上声称自己是案件主谋的指控，他以诽谤罪名将其告上法庭，最终获得了可观的和解赔偿金。之后他继续担任尼克松的非正式顾问直至1974年1月因车祸去世。尼克松称乔蒂纳是自己的朋友，也是个“有价值的顾问和值得信赖的同僚”。

## 早年生活和事业

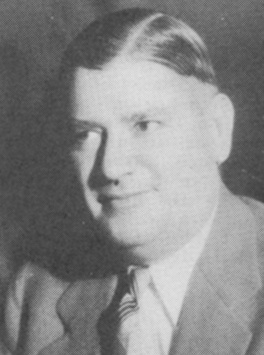
州众议员查尔斯·W·里昂在1938年初选中击败了默里·乔蒂纳和写入候选人羅伯特·海萊因

默里·乔蒂纳于1909年10月4日生于宾夕法尼亚州的匹兹堡，他的父亲叫阿尔伯特·海曼·乔蒂纳（Albert Hyman Chotiner），母亲叫莎拉·乔蒂纳（Sarah Chotiner）。默里出生后不久，全家搬到了俄亥俄州的哥伦布，并于1920年迁往加利福尼亚州。阿尔伯特原本是位贸易雪茄制造商，到加州后找了份管理连锁电影院的工作并很快抛弃了自己的妻儿子女。
就读加利福尼亚大学洛杉矶分校后，默里获西南法学院录取并在20岁时毕业，创下该校最年轻毕业生的新纪录，不过他还是必须要等到21岁时才能够参加律师资格考试。他起初与自己的哥哥杰克（Jack）一起从事法律工作，为多家博彩公司进行过辩护，不过最终兄弟俩解除了合作伙伴关系，默里在洛杉矶开设了自己的法律事务所。他之后曾表示自己的许多客户“至少可以说是让人讨厌的”。1940年代初，他开始跨足公关领域。
默里起初登记为民主党选民，但很快就更换党派加入了共和党。他投身到共和党政治中，于1932年为赫伯特·胡佛竞选连任工作，但胡佛最终不敌民主党人富兰克林·德拉诺·罗斯福。1938年，默里参选加州众议员，他的对手是已经长时间担任州众议员的共和党人查尔斯·W·里昂（Charles W. Lyon）。里昂成功地通过跨党竞选同时申请成为共和党和民主党的初选候选人，并在两党初选中获胜而轻易取得连任。他在共和党初选中以较大优势击败默里，又在民主党初选中以微弱多数战胜羅伯特·海萊因，后者随后改行开始撰写科幻小说。
1942年，厄尔·沃伦成功当选为加利福尼亚州州长，乔蒂纳担任其竞选团队中的外勤主任。但之后乔蒂纳有一位客户因涉嫌犯罪而需引渡到另一个州受审，于是他希望新上任的州长鉴于自己在1942年选举中的支持来帮个忙，拒绝批准这一引渡申请，将来会成为美国首席大法官的沃伦因此解雇了乔蒂纳，并且禁止后者涉足自己1946年的连任选举。据尼克松的传记作者厄尔·梅佐（Earl Mazo）称，乔蒂纳曾表示，虽然人们会因“制造”了理查德·尼克松而记住他，但“厄尔·沃伦才是我真正创造的人”。
默里在多个州委员会中担任顾问，对电影业罢工、儿童寄宿家庭和敬老院中的暴力行为和生活条件进行调查。1944年，他成为加利福尼亚州共和党议会主席，这是一个政党活动的草根组织，之前还曾担任洛杉矶共和党议会主席。除了政治外，他还积极参与洛杉矶犹太人社区关系委员会的活动。

## 理查德·尼克松的政坛崛起（1946至1952年）

### 国会竞选
1946年，理查德·尼克松成为加利福尼亚州第十二国会选区共和党候选人参选联邦众议员，他的对手是在任民主党人杰里·沃里斯。竞选经理罗伊·戴（Roy Day）请来乔蒂纳担任政治顾问，后者建议把沃里斯与产业工会联合会下的附属组织政治行动委员会联系起来，该委员会当时被认为受到共产党的主控。乔蒂纳当时还在担任该州共和党联邦参议员威廉·F·诺兰（William F. Knowland）的南加州竞选经理，并帮助后者成功取得连任，因此只能为尼克松的竞选活动投入比较有限的时间。乔蒂纳为诺兰设计了竞选口号“我们不会放弃”，意指民主党对手小威尔·罗杰斯（Will Rogers, Jr.）会容许共产党接手整个美国。最终两位共和党候选人都击败了民主党对手。两年后，乔蒂纳出任纽约州州长托马斯·杜威参选总统的南加州竞选经理，但这次选举没有取得成功。

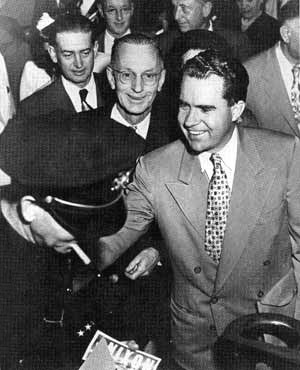
1950年正在竞选的尼克松，乔蒂纳是尼克松右后方第二位身穿西装的男子，眼睛看向自己的左下方

1949年9月，尼克松聘请乔蒂纳担任自己的竞选经理，为即将开始的1950年联邦参议员选举做准备。海伦·嘉哈根·道格拉斯在民主党初选中击败曼彻斯特·博迪（Manchester Boddy），导致民主党严重分裂，而尼克松比较容易地就获得了共和党提名。乔蒂纳意识到，尼克松不可能通过倡导更多的社会福利计划来击败道格拉斯，因此他建议自己的候选人在共产主义议题上攻击对手，当时这被视为是民主党的一个弱点。乔蒂纳像初选中的博迪那样，把道格拉斯和当时被认为有社会主义倾向的美国劳工党左翼联邦众议员维托·马尔坎托尼奥（Vito Marcantonio）联系起来，声称两人的投票立场几乎完全相同，这些宣传文章被印在粉红色的纸张上，之后被称为“粉红传单”，用来呼应之前博迪称道格拉斯为“粉红女郎”的说法。不过，尼克松在北加州的竞选主席约翰·丁金斯皮尔和助手哈维·汉考克（Harvey Hancock）拒绝在他们的领地中派发这样的传单。随着朝鲜战争的爆发，道格拉斯也在自己普选竞选的首次演讲中试图把尼克松描述写一个对共产主义表现软弱的候选人，但这样的策略并不成功，乔蒂纳指出：“她犯下了没有坚持攻击我们的弱点，反而攻击我们强项的致命错误。”
乔蒂纳已经与州长沃伦分道扬镳，后者当时正为第二次连任竞选，并且希望与尼克松的竞选“毫不相干”。尽管如此，乔蒂纳仍然设法操纵未来的首席大法官表态支持尼克松。他指示共和党青年领袖，将来会成为联邦众议员的约瑟夫·F·霍尔特（Joseph F. Holt）一直跟着道格拉斯，在对方出现的每一个公共场合要求对方表明自己支持的州长人选。道格拉斯一再回避了这个问题，但到了距选举日还剩四天时，激烈的竞选已经让她“接近崩溃”，面对霍尔特又一次提出的问题，她表示自己“希望并祈祷”民主党州长候选人詹姆斯·罗斯福（James Roosevelt）能够当选。欣喜之下，乔蒂纳又让一位记者询问沃伦对道格拉斯回复的看法，这位很受欢迎的州长表示：“鉴于她的发言，我可能会问她对星期二联邦参议员选举投票时我这一票走向的看法。”乔蒂纳将这一回应宣传为沃伦对尼克松的认可，对此沃伦没有否认。最终沃伦和尼克松都在选举日中以压倒性优势取胜。
乔蒂纳在尼克松国会竞选中使用的策略仍然存在争议。前联邦众议员沃里斯认为自己是“尼克松和乔蒂纳政治成功公式上的第一名受害者”。民主党人则称他为使用下三滥手段的大师，通过指称道格拉斯对共产主义态度软弱而无情摧毁了后者的政治前程。乔蒂纳的儿子之后表示：“我觉得他是真心相信（道格拉斯）是个坏人……他会把自由派和民主党人都等同于共产党员”。而乔蒂纳自己则这样看待1950年的选举：“我们只是陈述事实，如何诠释这些事实是选民的特权。”

### 1952年大选
1952年，乔蒂纳再度担任诺兰的竞选经理。诺兰通过跨党选举成功赢得了两大主要政党的初选，从事实上保证获得连任。乔蒂纳还担任了霍尔特在加利福尼亚州第二十二国会选区共和党初选的竞选经理。参议员尼克松在霍尔特和州参议员杰克·坦尼（Jack Tenney）之间选择支持前者，乔蒂纳于是提议向尼克松提供坦尼的众议院非美活动调查委员会文件——州参议员曾有过共产主义倾向，不过他早已宣布放弃了这一理念。尼克松安排乔蒂纳去取这些本应只在国会中使用的文件，不过他显然没有在竞选活动中公开使用过。之后霍尔特在初选中击败坦尼，并在接下来的普选中获胜。
初选结束后，乔蒂纳的注意力转移到了在芝加哥召开的1952年共和党全国大会上。虽然包括尼克松在内的加利福尼亚州与会代表都曾承诺支持州长沃伦赢得共和党的总统候选人提名，但乔蒂纳意识到尼克松要想在政坛更进一步，最好的机会就是获得德怀特·艾森豪威尔上将提名为竞选搭档，后者当时正与俄亥俄州联邦参议员罗伯特·塔夫脱进行共和党总统候选人提名的激烈争夺。
乔蒂纳悄悄为大会制订了一个原有人选放弃后的备用人选方案，州长沃伦得知此事后“愤怒地爆发了”。乔蒂纳曾自愿为加利福尼亚州代表安排会议行程，其中包括在康拉德希尔顿酒店的沃伦竞选总部。尼克松向沃伦保证，乔蒂纳只是到酒店处理实际的工作安排，州长也不希望在这个时候与参议员闹翻，因此勉强同意让乔蒂纳继续为大会工作。当加州代表团的火车到达芝加哥后，沃伦的竞选团队发现乔蒂纳安排运送代表前往酒店的客车上都附有“选艾森豪威尔当总统”的横幅，州长的支持者匆忙地将其换成了支持沃伦的标志。乔蒂纳还在沃伦竞选总部暗中安装了一部电话，以便自己悄悄地向尼克松告知最新进展。他还与艾森豪威尔的助手，将来会成为美国司法部长的小赫伯特·布劳内尔（Herbert Brownell, Jr.）保持着密切联系。沃伦对艾森豪威尔进行了一次礼节性的拜访，他之后在自己的回忆录中写道：“想象一下，当发现将军套房的看门人竟然是默里·乔蒂纳时，我有多么吃惊。”艾森豪威尔在大会上的首轮投票中战胜塔夫脱和沃伦赢得共和党提名，而沃伦还受到了最后的侮辱，乔蒂纳超支了预算，迫使州长等人自掏腰包支持酒店费用。
虽然有乔蒂纳从中捍旋，但尼克松对于是否应该接受可能得到的副总统候选人提名有些打不定主意，他的夫人帕特就希望丈夫婉拒。乔蒂纳认为，如果共和党在大选中落败，尼克松仍然可以担任联邦参议员，如果成功当选副总统后再回归平民生活，他仍将拥有一份利润丰厚的法律职业生涯。但是，如果他不接受这个成为副总统的机会，由于参议员诺兰身体健康而且还很年轻，尼克松今后多年都可能不过是一位来自加州的小辈参议员。尼克松被说服了，他接受了艾森豪威尔的提名，同时诺兰的连任已成定局，乔蒂纳也就顺理成章地成为了尼克松的竞选经理。
尼克松接受提名后不久，他于1951年签订限制性契诺购买一套房屋之举爆发了争议，这一限制性契诺中禁止买家再把房子转售或出租给犹太人。身位犹太人的乔蒂纳成功地向反诽谤联盟和犹太人媒体表明了对尼克松的支持，向他们提供了一份尼克松对犹太人有利的主张名单。尼克松的幕僚指出，这份房产契约在任何情况下都是无效的，因为联邦最高法院已在1948年的雪莱诉克雷默案（Shelley v. Kraemer）中裁定，法院不能执行存在种族歧视的不动产契约。这一争议没有对尼克松产生较大的不利影响，但有在他后来的竞选中一再浮现。
沃伦的支持者对共和党全国大会上的变数耿耿于怀，相信这其中也有尼克松从中作梗，于是把后者接受一个私人团体所设基金来给自己政治开支报销的事情泄露给了媒体。事件的发展很快变得对尼克松极为不利，甚至直接威胁到了他的候选人资格。乔蒂纳告诉参议员，如果后者被强迫退出选举，自己会召开一场大型新闻发布会把所有迫使尼克松退出的内幕全部抖出来，乔蒂纳还补充道，由此产生的轰动对两人不会产生任何影响，因为反正他们从此都将与政治绝缘。这样的话让参议员大受鼓舞，于9月23日在洛杉矶通过电视和广播向全国发表了跳棋演讲，尼克松在演讲中为自己辩护，并动情地表示无论别人怎么说，他都打算留下支持者送的其中一件礼物：一只黑白色的美卡犬，他的女儿给其取名为“跳棋”（Checkers），这也正是此次演讲被称为跳棋的原因。这场演讲为他赢得了如泉涌般的公众支持，但由于艾森豪威尔迟迟不愿发表支持竞选搭档的声明，尼克松的担忧变成了愤怒，他指示秘书罗斯·玛丽·伍兹（Rose Mary Woods）发电报给共和党全国委员会宣布退出选举，但乔蒂纳及时阻止了电报的发出。尼克松之后这样称赞乔蒂纳的忠诚和支持：“这整个基金事件中，乔蒂纳就像石头一样，是我最强大的后盾。”艾森豪威尔最终支持了尼克松，两位共和党候选人也在11月的大选中以压倒性优势胜出。

## “有影响力的人”，国会调查（1953至1960年）

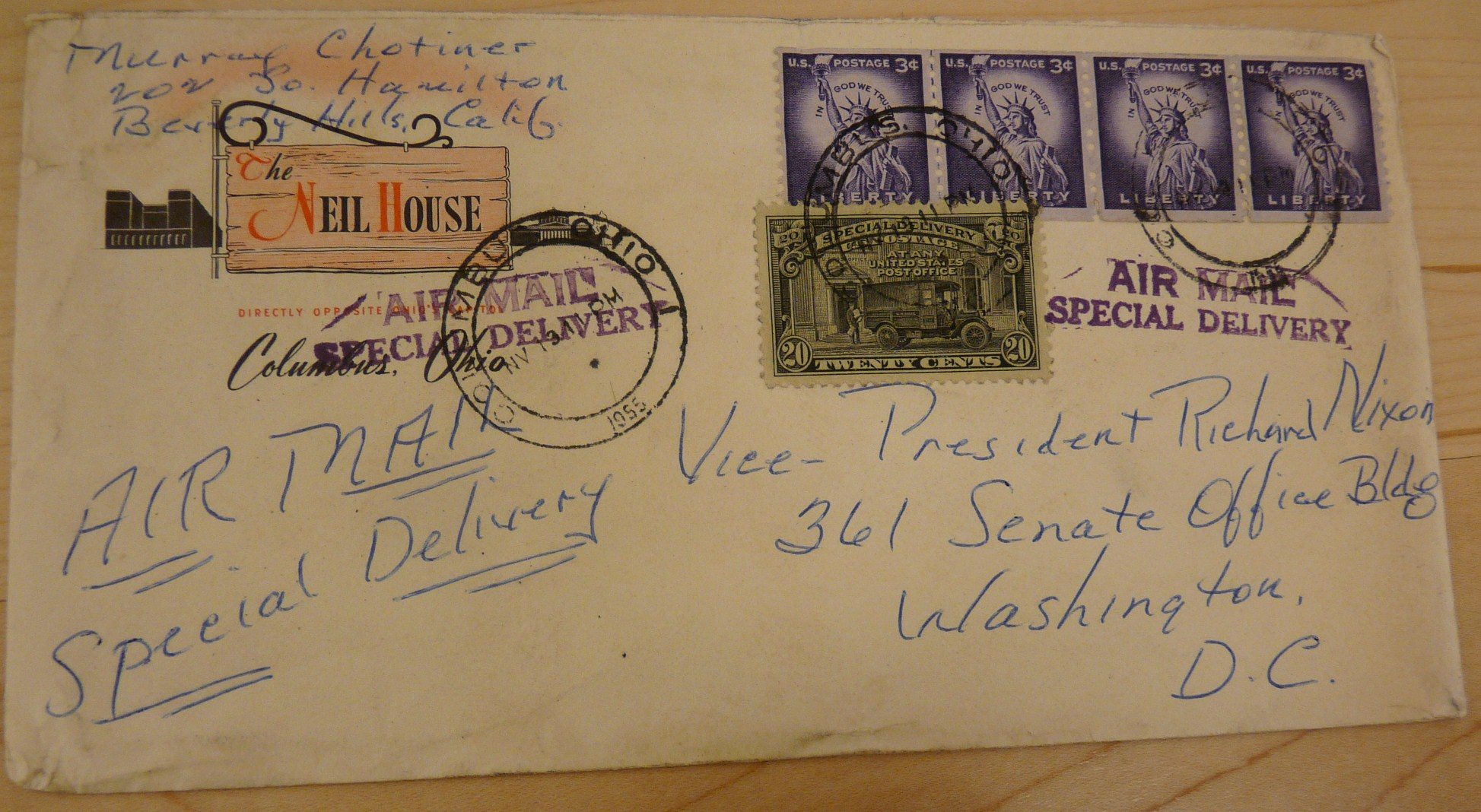
1955年乔蒂纳寄给尼克松的信封

尼克松成为副总统后，“热爱政治，并且讨厌自己在比佛利山所经营的保释担保法律业务”的乔蒂纳把自己的部分法律业务迁至哥伦比亚特区。他受到了许多律师、记者和政客的欢迎，显示出一种敏捷而带有嘲讽意味的幽默感。1955年11月，他的首任夫人菲利斯·李选择了离婚，称丈夫经常因业务往来而一连几个星期不回家。1956年11月17日，乔蒂纳娶了曾长期担任他助理的露丝·阿诺德为妻。
尽管乔蒂纳成功推动了尼克松的事业，但副总统的众多支持者虽然尊重他，但并不是都认同他。例如早在1946年选举中就支持尼克松对抗沃里斯的弗兰克·约根森这样形容乔蒂纳：“据我所说，默里对那些没有他那么聪明的人非常不耐烦。他习惯于在这些人身上踩过去，继续前进。他不会理睬身后造成的一片废墟，但他能够完成任务。”尼克松一家的朋友，惠提尔学院董事赫尔曼·佩里（Herman Perry）表示：“每当默里想出更多的公关技巧时，我都会是最早认识到这一点，并最早给他记下功劳其中一人……（但）我唯一不希望他去做的事情就是担任四分卫，在球队里指挥其他球员，（因为）这是我的工作。”
1955年，乔蒂纳在共和党全国竞选学校发表演讲。他这样形容自己的竞选哲学：
我真诚地相信，如果你不在开始竞选前就给对手猛烈打击，那么你就注定要失败。我相信，在一个与选举没有任何关系的事宜上攻击某一个人属于抹黑……但是指出你对手的纪录并不属于抹黑。
乔蒂纳预定要在艾森豪威尔和尼克松的连任竞选中扮演重要角色，但是他之前代理过的官司引来了麻烦，大西洋城服装厂商克拉维茨兄弟因涉嫌政府合同欺诈而被罚款和关闭，1956年4月25日，一个参议院常设调查委员会下属小组委员会在对军购进行调查期间传唤乔蒂纳到委员会前作证。参议院想要知道，为什么一家已经有了六名律师的新泽西州公司会再聘请一个加州律师，特别还是这样一个与副总统尼克松关系密切的人。

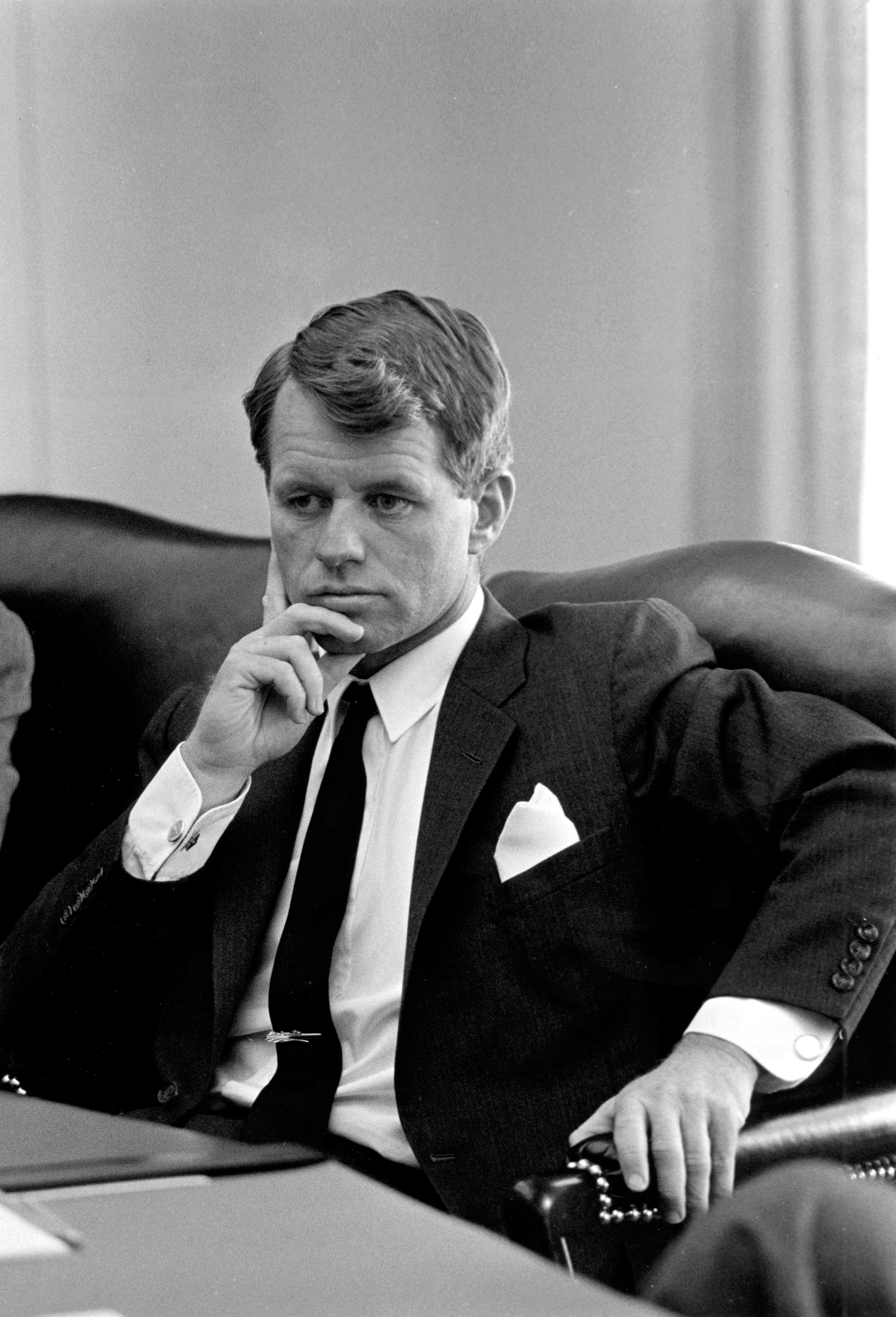
罗伯特·F·肯尼迪是当时参议院小组委员会的法律顾问

5月2日，乔蒂纳来到小组委员会前作证，他在证词中表示，该公司当时正打算扩张到加利福尼亚州。对于司法部律师有关刑事指控的问题，他表示客户没有要求过，并且自己也没有提供过特殊关照。之后将成为美国总统的约翰·F·肯尼迪是委员会成员之一，他的弟弟罗伯特·F·肯尼迪则是小组委员会的法律顾问。在后者的追问下，乔蒂纳还透露自己也是新泽西州黑帮分子马可·瑞吉里尼（Marco Regnelli）试图延缓一份驱逐令时所请的律师之一。他在作证期间表示，自己从来没有与尼克松谈论过自己的任何客户，也从未利用副总统的职权谋求任何商业利益。在一场新闻发布会上，乔蒂纳回敬肯尼迪称自己完全是因政治原因而被传唤。他否定任何权钱交易的指控，反问对方能否解释清自己成为这个小组委员会的法律顾问与他的哥哥就是委员会成员之间是否存在联系。美國公民自由聯盟领袖帕特里克·墨菲·马林（Patrick Murphy Malin）也同意，要求乔蒂纳前来作证之举的确有“政治骚扰色彩”。《时代》杂志这样总结这些听证会：“这个星期结束时，有两点已经得到明确：1、默里·乔蒂纳曾工作过的一些客户显然把他视为一个有影响力的人；2、根据已经援引的证据来看，显然没有任何客户成功地利用他的影响力来受益。”
1956年6月2日，共和党全国委员会宣布，乔蒂纳不会在即将展开的大选中扮演任何角色。6月6日，一个众议员小组委员会透露，乔蒂纳曾给艾森豪威尔写信，请求总统在民用航空委员会（Civil Aeronautics Board）前给斯坦利·韦斯（Stanley Weiss）的北美航空公司低成本包机线路说情。乔蒂纳承认有向白宫幕僚询问有关该案的情况，但否认有动用任何关系来为任何客户谋利。白宫官员表示他们只是问过民用航空委员会大概会在什么时候作出决定，而北美航空公司最终也受到了不利的裁决。
1956年的大部分时间里，国会都在继续对乔蒂纳进行调查，并推迟到大选结束后再继续进行。参议院小组委员会最终于1957年9月5日发布了报告，认为乔蒂纳没有什么问题需要负责。众议院的调查一直拖到了1958年，到了这个时候，调查的重点已经转移到白宫办公厅主任谢尔曼·亚当斯（Sherman Adams）身上，他曾就航空公司包机线路一事给乔蒂纳写过两封信。在参议院作证后，尼克松与乔蒂纳分道扬镳，称后者的困境是“一出悲剧”，但到了1959年，两人再次成为了朋友。参议员诺兰于1958年参选加州州长，他曾考虑聘请乔蒂纳担任竞选经理但最终没有实施，最终也在选举中败给了埃德蒙·G.“帕特”布朗（Edmund G. "Pat" Brown）。乔蒂纳没有在尼克松1960年参选总统的竞选中发挥任何显著作用，后者也以微弱差距输掉了这场选举。之后虽然尼克松在政坛节节失利，但乔蒂纳一直对他忠心耿耿，相信尼克松有朝一日必定能当上总统。

## 政治在野和回归（1960至1968年）
1960年，乔蒂纳参选联邦众议员，声称参议院的报告中没有任何事项对他不利，自己已经得到了平反。乔蒂纳在竞选期间宣称拥有尼克松的支持，但后者否认了这点，他最后在共和党初选中不敌阿尔方佐·E·贝尔（Alphonzo E. Bell）。
1962年初，乔蒂纳担任保守派加利福尼亚州联邦参议员候选人劳埃德·赖特（Loyd Wright）的初选竞选经理，后者在共和党初选中以较大差距被在任参议员托马斯·库切尔（Thomas H. Kuchel）击败。1962年8月，他又作为志愿者加入尼克松竞选加州州长的工作团队，对手是在任民主党州长帕特·布朗。竞选期间，乔蒂纳和尼克松出现了一项重大分歧，后者决定对保守派组织约翰·伯奇协会（John Birch Society）进行谴责，但乔蒂纳对此表示反对。在竞选的最后几周里，布朗和尼克松的争斗变成了一场“巷战”，双方都有发布“抹黑”传单并由此引发了司法大战。乔蒂纳的参与也成为竞选活动中的一个问题，有传言称他又使用了下三滥的手段，一位共和党人苦涩地描述乔蒂纳是“缠在我们脖子上的磨盘”。最终布朗以五个百分比的优势战胜尼克松。
这场选举五天后，乔蒂纳出现在美国广播公司的一栏名为《理查德·M·尼克松的政治讣告》（The Political Obituary of Richard M. Nixon）的新闻评论节目上，由霍华德·K·史密斯（Howard K. Smith）主持。出场嘉宾除乔蒂纳外，还有杰里·沃里斯、密歇根州共和党联邦众议员杰拉尔德·福特和前国务院官员阿尔杰·希斯，其中沃里斯和希斯旨在对尼克松作出负面评价，而乔蒂纳和福特则为前副总统辩护。希斯的参与引起了轩然大波，许多市民认为，让一个已经被法院定过罪的重罪犯上电视对前副总统进行攻击是一件有欠体面的事。这个节目很快停播，1963年春，史密斯的这个新闻评论节目也被停播。
乔蒂纳继续从事法律工作。1962年，他的第二任太太露丝提出离婚，乔蒂纳于1965年再婚。1966年1月，律师兼土地开发商查尔斯·W·辛曼被捕并受到阴谋谋杀乔蒂纳的指控。后者曾在辛曼夫妇的争议性离婚案件中代表辛曼夫人，辛曼还因未能支付其费用而蹲了11天监狱。辛曼并没有就谋杀采取实际行动，他被判入狱服刑一到五年。1957年，乔蒂纳的一位客户及其女儿在他位于比佛利山的办公室被分居的丈夫所杀。
乔蒂纳参与了尼克松1968年的竞选，但为了避开公众视线，他的职位是竞选经理约翰·N·米切尔的特别助理，负责担任竞选团队和14个州级共和党组织间的联络员。他成功地在汉弗莱的竞选团队中安插了一个卧底，后者几乎每天都会发回民主党候选人及其助手们私下或未经报告的意见报告，并对其士气加以评估。凯文·菲利普斯（Kevin Phillips）这样评价尼克松1968年的竞选：
（米切尔）和默里·乔蒂纳才是这场选举中真正的功臣，而不是那些称尼克松为“产品”，仿佛他是某种腋下除臭剂的做作公关伪君子。

## 总统顾问（1969至1974年）

### 联邦律师（1969至1971年）
在1968年11月的大选中胜出的尼克松次日就问起乔蒂纳想要份什么样的工作，后者表示自己希望能成为共和党全国委员会主席，但这是不可能的。与此同时，将乔蒂纳视为竞争对手的米切尔和即将成为白宫办公厅主任的H·R·霍尔德曼希望他不要在白宫工作，于是提议让乔蒂纳担任共和党全国委员会的执行董事，与有名无实的主席相比，这个位置才真正拥有实权。尼克松担心乔蒂纳的打手声誉会产生不利影响，但最后还是同意了，于是乔蒂纳也就结束了自己在加州的事务。
乔蒂纳在共和党全国委员会有了间办公室，名义上是负责总统就职典礼的门票事宜。委员会主席雷·布利斯（Ray Bliss）及其助手对他的出现感到不安，并得知他在1月20日尼克松正式就职后就会离开这里。与此同时，尼克松和他的助手选择了马里兰州联邦众议员罗杰·莫顿（Roger Morton）做新任委员会主席，后者也同意在布利斯离任后立即继任，不过，莫顿并不知道总统对乔蒂纳的安排。1969年1月10日，尼克松与布利斯见面，但他不忍心当面告诉对方已被解雇，于是一方面布利斯继续担任主席，另一方面莫顿无法上任，乔蒂纳也就在总统就职典礼后整整在办公室里待了一个月无所做为，委员会的工作人员则对他在那里的工作感到奇怪。
尼克松、霍尔德曼和米切尔都没有告诉布利斯乔蒂纳将掌握实权，最终乔蒂纳只好自己直接告诉了后者。布利斯震惊之下联系了霍尔德曼，后者表示乔蒂纳所言确是实情，于是布利斯立即就辞职了。布利斯的助手公开了他辞职的原因，一位叫大卫·S·布罗德（David S. Broder）的记者联系了乔蒂纳，后者确认了消息。莫顿拒绝作乔蒂纳的傀儡，并向媒体表示自己不愿意让乔蒂纳以任何身份留在共和党全国委员会。米切尔派下属约翰·西尔斯（John Sears）告诉乔蒂纳，他不能再在委员会呆下去。面对这样的坏消息乔蒂纳表示，这已经不是他第一次受到糟糕的对待了，他那分居的妻子就曾预言尼克松终有一天会整到他的头上。
乔蒂纳的加州的生意已经荒废，房子也卖了，所以还是需要找份工作。霍尔德曼不愿让他去白宫，尼克松的一众助手也认为由民主党主控的参议院不大可能会批准乔蒂纳出任任何职位。1969年4月10日，代理贸易谈判特别代表西奥多·R·盖茨（Theodore R. Gates）任命乔蒂纳担任自己的首席法律顾问，几乎就在同一时间，白宫宣布由盖茨接替卡尔·J·吉尔伯特（Carl J. Gilbert）的职位。4月1日，尼克松发布第11463号行政命令，令该首席法律顾问职位成为政治任命，大幅提升了其薪金标准。尼克松的新闻发言人罗纳德·泽格勒表示，这一报酬提升是因为新的在职人选与以前相比预计将会发挥更大的作用。

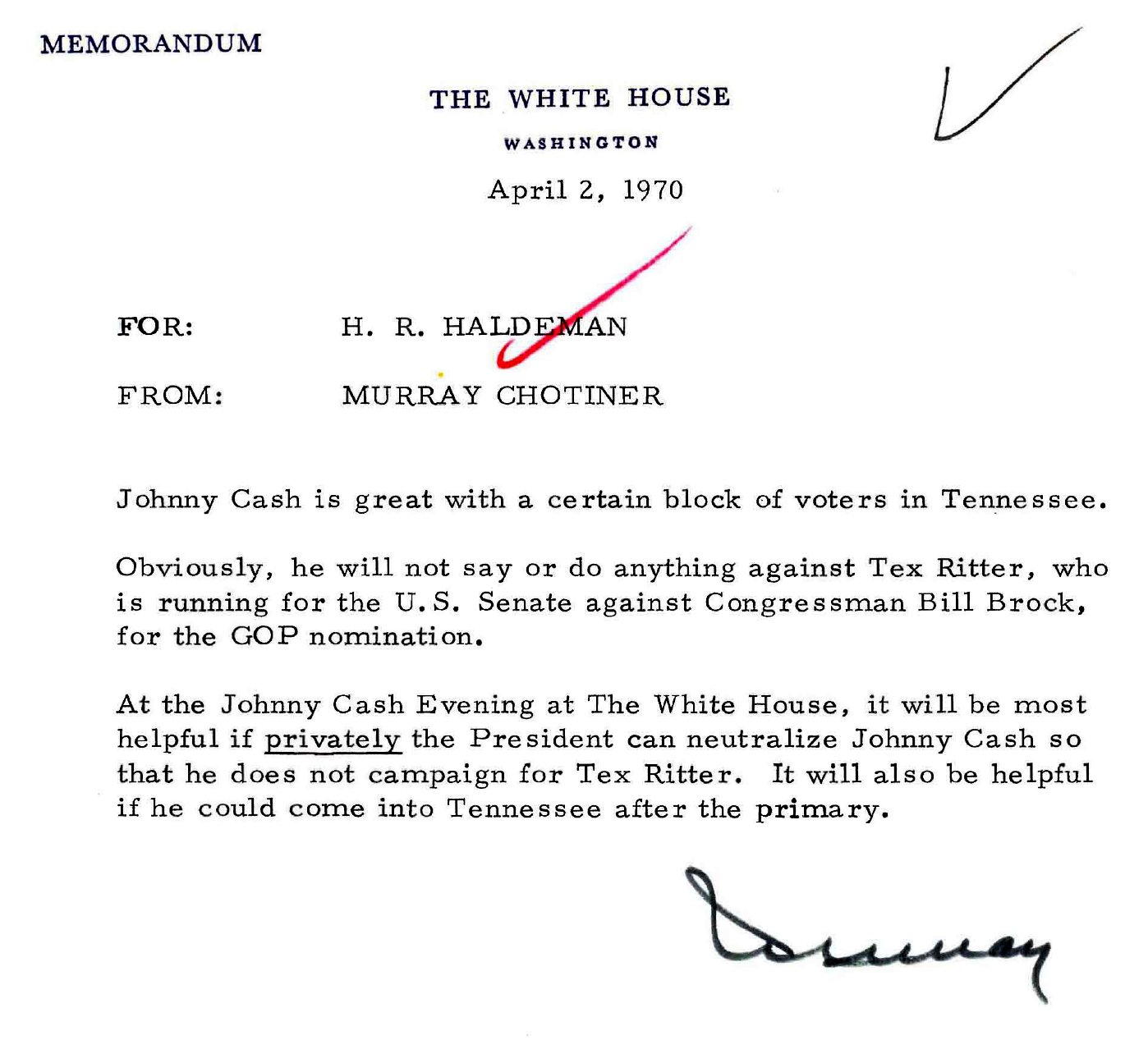
乔蒂纳写给霍尔德曼的一份建议尼克松请约翰尼·卡什保持中立的备忘录。

1970年1月13，尼克松任命乔蒂纳担任自己的特别顾问，向白宫办公厅主任霍尔德曼汇报工作，后者在日记中形容此举让他感到“喜忧参半”。泽格勒表示，新顾问将负责处理“各种特别项目”，《纽约时报》估计，考虑到乔蒂纳的过去，他的任务很可能会是政治性的工作。霍尔德曼在自己的日记中指出，这位新下属的工作是“白宫内的政治选举负责人”。乔蒂纳担任着白宫与31个州的共和党组织之间的联络员。1970年3月，乔蒂纳在共和党青年组织领袖研讨会上授课，他建议共和党人在与联邦参议员爱德华·肯尼迪竞选期间只要有机会，就要提及查帕奎迪克事件（Chappaquiddick incident），同时又要坚称这一事件并不是竞选中的问题。乔蒂纳表示：“只要他说的次数够多，我想马萨诸塞州的选民就都会知道发生在查帕奎迪克的事了。”
1970年选举期间，乔蒂纳参与了共和党候选人的物色工作，旨在让共和党获得联邦参议院的多数席位，但这最终没能成功。乔蒂纳的一些朋友表示，尼克松在新闻报道指称他抛弃了自己的前任竞选经理后也参与进来，但乔蒂纳本人否认这一说法，称白宫中有些人认为自己是可用之材，因此他得以担任特别顾问。他还负责协调副总统斯皮罗·阿格纽的竞选，与包括纽约州共和党参议员查尔斯·古德尔（Charles Goodell）在内的自由主义激进派参议员候选人对抗，后者随后败给了保守党候选人詹姆斯·L·巴克利（James L. Buckley）。乔蒂纳表示，自己与尼克松20年来的合作让他得以在无须任何事情都区细无遗地同总统商议后再采取行动。

### 晚年（1971至1974年）
1971年1月，乔蒂纳与结婚五年的第三任夫人咪咪因“无法调和的分歧”而离婚，两人还经过了一场苦涩且存在争议的法庭审判。咪咪作证时称，两人的婚姻困境是在丈夫离开加州去为尼克松的竞选工作时开始的，默里则反驳称，咪咪曾表示自己对他在尼克松政府的工作地位“不够满意”。她还曾拒绝陪同丈夫前往哥伦比亚特区，并在法庭上表示这是因为自己的孩子们都在加州的学校念书。两人离婚后，默里于5月30日再婚。
1971年3月，乔蒂纳辞去了在白宫的工作，开始继续从事法律工作。他代理了前国际卡车司机兄弟会主席吉米·霍法（Jimmy Hoffa）的案件，后者曾得到过提前假释的承诺。1971年11月，乔蒂纳给霍尔德曼写信，指出没有任何迹象表明霍法即将获得假释，总统尼克松于是在当月晚些时候对霍法给予赦免。这一过程于1973年曝光后，乔蒂纳表示他对自己在霍法案中的作法感到自豪。乔蒂纳还有为牛奶生产商向白宫进行游说，他们是共和党的主要捐助者，希望能够提升牛奶价格。
1972年美国总统选举期间，乔蒂纳担任尼克松竞选的选票保安特别工作组负责人，《华盛顿邮报》形容这“很大程度上属象征性”的职位。1971年3月，根据米切尔的指示，乔蒂纳聘请了失业记者西摩尔·弗里汀（Seymour Friedin）以在职记者身份陪同多位民主党总统候选人一起旅行。弗里汀将报告发给乔蒂纳，后者加以修改后再由秘书打出来转交米切尔和霍尔德曼，其中米切尔于1972年辞去了联邦司法部长职务开始负责尼克松的竞选连任工作。1972年8月，弗里汀找到了别的工作，乔蒂纳于是又找来卢西安·戈德堡（Lucianne Goldberg）代替，后者在余下的总统竞选期间一直从事着这份工作。两位记者均被冠以代号“查普曼的朋友”（Chapman's Friend），周薪1000美元外加各项开支，由乔蒂纳的法律办公室账户支付，这个账户又由总统连任委员会报销。委员会将呈报他的开支并予以报销，联邦政府审计总署认为这违反了联邦选举法。不过乔蒂纳则表示，这其中的安排“没有任何秘密或非法之处”，水门事件特别检察官之后也决定不因这些报销行为对总统连任委员会成员提出起诉，因为他们觉得自己无法证实其中存在犯罪意图。
1973年4月，新罕布什尔州的一家报纸指控乔蒂纳是水门窃听案的组织者，后者以诽谤罪名将该报及其首席调查员告上法庭。1973年12月，双方达成庭外和解，乔蒂纳获得了一笔未公开但数额巨大的赔偿，该报还在1973年12月31日以头版登出道歉声明并收回其指控。1973年1月，乔蒂纳形容水门事件是“一起由那些看了太多电视节目，特别是看了太多集《虎膽妙算》的人所进行的愚蠢、无用、空洞的实验”。据《华盛顿邮报》报道，乔蒂纳与霍尔德曼、约翰·埃利希曼及其他大部分白宫和总统连任委员会成员都关系平平。在一盘讨论水门窃听案余波的白宫录音带中，霍尔德曼告诉尼克松，他的前任竞选经理还没有牵扯进来，而总统表示强烈反对把乔蒂纳与白宫联系起来。面对请乔蒂纳为自己辩护的建议，尼克松担心后者可能不会愿意这么做。
1973年10月，乔蒂纳建议尼克松解雇特别检查官阿奇博尔德·考克斯（Archibald Cox），此事后来被称为“星期六之夜大屠杀”（Saturday Night Massacre），乔蒂纳当时表示：“这个叫考克斯的家伙会无所不用其极，必须得把他赶走。”据乔蒂纳的朋友，尼克松的传记作者厄尔·梅佐称，乔蒂纳深信总统与水门窃听案毫不相干，还相信总统到了1974年春时就会忘掉这场丑闻。乔蒂纳的哥哥杰克也说：“他总是觉得尼克松是个天才。”

## 逝世和影响

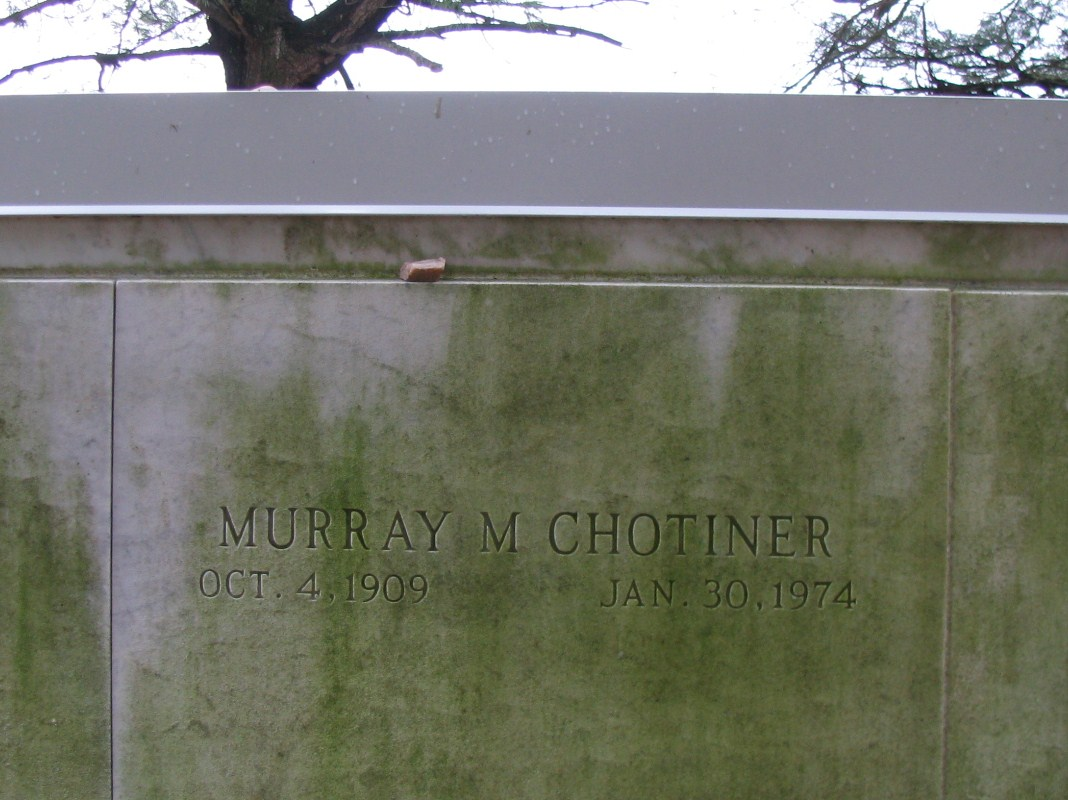
位于弗吉尼亚州福尔斯彻奇的默里·M·乔蒂纳之墓

1974年1月23日，乔蒂纳在弗吉尼亚州123号公路的费尔法克斯县境内路段上发生车祸，事发地点距马萨诸塞州联邦参议员爱德华··肯尼迪的家不远，后者马上叫了救护车。乔蒂纳断了一条腿，不过看起来有恢复迹象。就在安排出院的前一天晚上，他开始无法控制地喘气，经X光检查发现他的肺部附近存在血块。医院进行了抢救，但无济于事，最终乔蒂纳因肺栓塞而在哥伦比亚特区的华盛顿医疗中心逝世。尼克松的助理新闻发言人杰拉尔德··沃伦（Gerald R. Warren）表示总统对此事“深感痛心”。
尼克松称赞乔蒂纳是“有价值的顾问和值得信赖的同僚，但最重要的是，默里·乔蒂纳是我的朋友”。乔蒂纳去世后留下了自己的第四任妻子南希，还有首次婚姻的儿子肯尼斯（Kenneth），两位继女蕾妮（Renee）和朱莉（Julie），以及哥哥杰克。总统出席了他的葬礼，并伤感地告诉南希·乔蒂纳，她的丈夫是个“了不起的人”。
乔蒂纳葬在弗吉尼亚州福尔斯彻奇的国家纪念公园，“乔蒂纳定律”就是以他命名，其大意为：如果一位现任官员在初选中就受到了严峻挑战，那么他将无法在普选中恢复，并最终落败。自乔蒂纳去世到2012年美国总统选举时止，这一定律还从未出过错。
乔蒂纳的朋友认为他拥有“完美的政治技巧”，仇敌则把他视为“彻底的政治打手”，但也经常表示乔蒂纳对自己在政治中的一切作为都感到自豪。罗兰·埃文斯（Rowland Evans）和罗伯特·诺瓦克（Robert Novak）对他做出这样的总结：
从许多方面来看，乔蒂纳都是尼克松政治阵营中最有意思的一个人：积极进取，以自我为中心，业余选手中的专业人士，高明、霸道、冷酷无情，有魅力，习惯性地矫枉过正，不断扩大自己的操作范围。媒体给他涂上邪恶的色彩，对于尼克松来说，他既是公关难题，又是宝贵的竞选战略家。